# The Devil and Father Amorth
The Devil and the Father Amorth é um documentário estadunidense de 2017, escrito, produzido e dirigido por William Friedkin, diretor de O Exorcista.
No documentário o diretor acompanha e registra uma sessão de ritual de exorcismo ocorrida em maio de 2015, na qual o padre Gabriele Amorth pratica o ritual sobre a italiana Cristina, uma mulher possuída pelo diabo.
O ritual de exorcismo se passa em um quarto com uma alta janela, uma cama de hospital, duas cadeiras e uma mesa de madeira com imagens de Maria e do Padre Pio.
Além da sessão de exorcismo, o documentário também traz entrevistas com dois neurologistas e conversas com o bispo Robert Barron.
O documentário foi produzido pela LD Entertainment e teve seus direitos adquiridos pela The Orchard para distribuição mundial.
O filme participou do Festival Internacional de Cinema de Veneza de 2017 na categoria não-ficção.